# Friedhelm Wentzke
Friedhelm Wentzke (ur. 13 września 1935 w Castrop-Rauxel) – niemiecki kajakarz. Dwukrotny medalista olimpijski.
Reprezentował RFN, jednak na igrzyskach startował w ramach jednej ekipy niemieckiej. Brał udział w dwóch igrzyskach (IO 60, IO 64) i na obu olimpiadach zdobywał medale. W 1960 triumfował w sztafecie 4 × 500 metrów, partnerowali mu Dieter Krause, Paul Lange i Günter Perleberg. Cztery lata później był drugi w kajakowej czwórce. Był mistrzem Niemiec Zachodnich.